# Junkers A 35

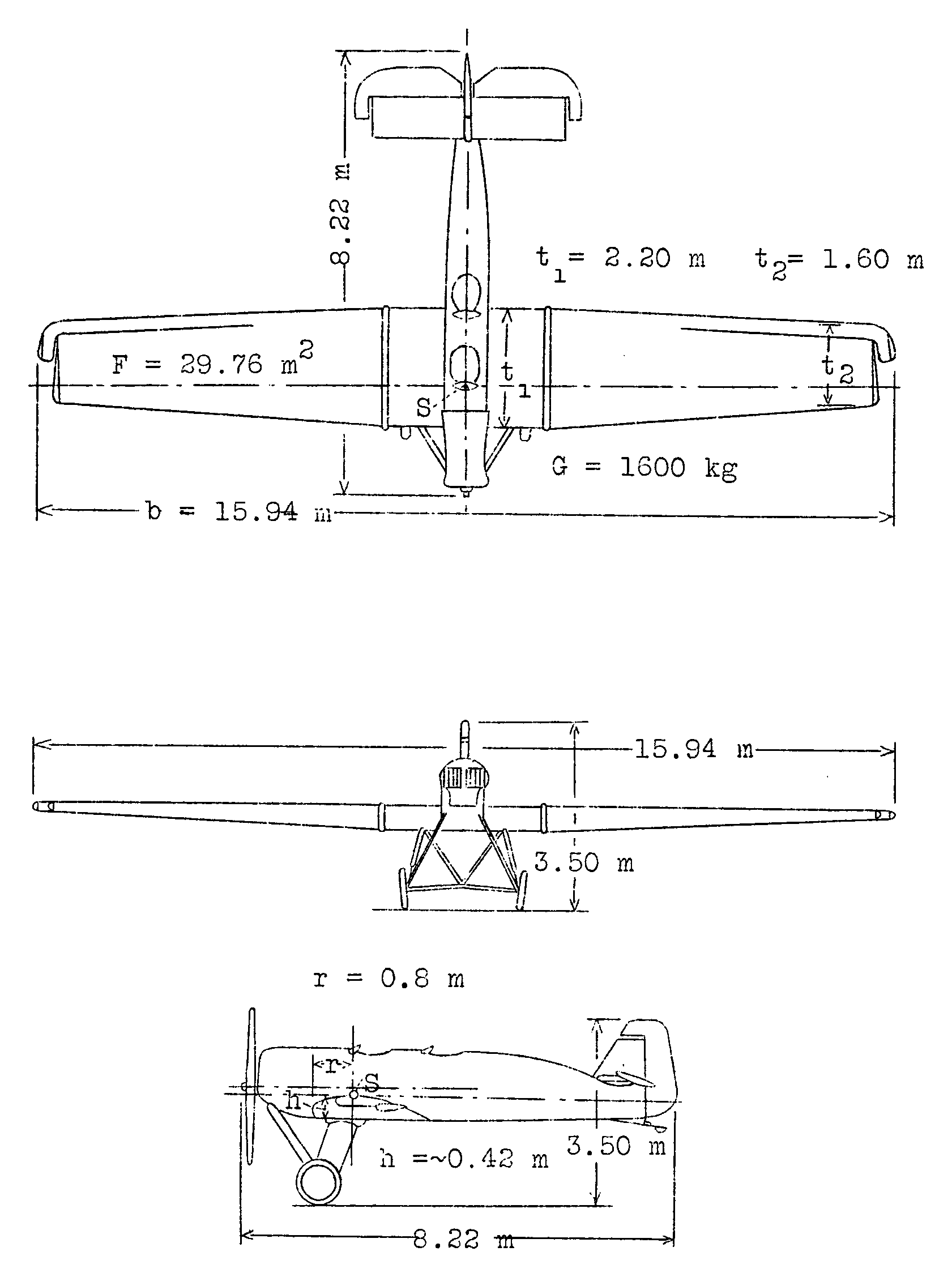
Схематичне зображення літака Junkers A 35

«Юнкерс» A 35 (нім. Junkers A 35) — німецький двомісний багатоцільовий моноплан, що використовувався для поштових, навчальних і військових цілей. Літак був розроблений у 1920-х роках компанією Junkers у Німеччині та виготовлявся у Дессау, а також в експортному варіанті шведською компанією AB Flygindustri у Лімхамні, і переробка з A 20 здійснювалася у Філях у Радянському Союзі.

## Зміст
У 1922 році компанія «Юнкерс» підписала із радянським урядом контракт на спільне будівництво авіаційного заводу у Філях. Юнкерс був відповідальним за встановлення промислового обладнання, а також за проєкти кількох типів літаків, які були потрібні Військово-повітряним силам РСЧА. Першим літаком, який потрібно було розробити для Червоної армії, був розвідувальний гідроплан, під який радянський уряд видав замовлення на 20 машин. Німці розробили спеціальний поплавковий літак-розвідник, який отримав заводське позначення J-20 або Type 20. Ціндель і Мадер вирішили базувати новий проєкт безпосередньо на проєкті гідроплану Юнкерса 1917 року J-11; прототип J-20 здійснив перший політ вже в березні 1923 р. Літак являв собою двомісний суцільнометалевий низькоплан з гофрованою обшивкою з дюралюмінію. Плоскодонні алюмінієві поплавці були одноредані, з гладкою обшивкою. Поплавковий варіант мав збільшене кермо напряму.
Протягом наступних місяців «Юнкерс» займався організацією промислового виробництва у Філях, й у листопаді 1922 р. був готовий перший зразок J-20, побудований на радянському заводі, випуск серії розпочато в листопаді. Серійні літаки одержали позначення Ju-20 (радянське позначення Ю-20). Перші екземпляри були надані гідроавіазагону в Оранієнбаумі.
Через умови Версальського договору Веймарська Німеччина не мала права на військове авіабудування, тому Ціндель і Мадер перепроєктували Тип 20 у цивільну машину і в травні 1923 року цей варіант показали на авіашоу в Гетеборзі як «тип A». Незабаром після авіашоу «Юнкерс» запропонував потужнішу версію «типу A» — A-20 з мотором BMW IIIa, який міг використовуватися як колісний літак, так і гідроплан (типу «A» з мотором Mercedes DIIIa бракувало потужності, щоб відірватися від води). У Німеччині A-20 головним чином використовувалися компаніями Junkers Luftverkehr (пізніше у складі Lufthansa) для доставки пошти — 5 липня 1924 р. А-20 вилетів у перший поштовий політ з Берліна до Анкари, а 18 серпня 1924 року A-20 здійснив перший нічний переліт з поштою з Берліна до Стокгольма. Пізніше A-20 також використовувався DVS (німецька повітряна школа) як навчальний.
Після того, як у 1926 році обмеження на авіаційну промисловість були знижені, A-20 був переоснащений потужнішими двигунами Junkers L2 і отримав позначення A-25. Було побудовано лише один прототип A-25, решту 4 було перероблено з уже існуючих A-20 (їх також називають A-20a).
У 1926 на літак встановили ще потужніший мотор L5, який став основним для подальшого серійного виробництва літаків, які зазнали істотної модифікації хвоста. Окрім трьох перероблених (також їх йменували A-20b), на заводі в Дессау було виготовлено 24 або 25 машин, які отримали індекс A-35. A-35 також випускався з двигуном BMW IV (модифікація A-35a або A-20be, 6 одиниць).
Починаючи з 1926 року на заводі у Філях було зібрано 20 екземплярів A-25, при цьому вони зберігали старе позначення Ю-20. Пізніше деякі A-20 радянської морської авіації були переобладнані під стандарт A-35, проте все одно зберегли старе позначення Ю-20.

## Модифікації
- Junkers A 20 — варіант літака з 134 кВт двигуном BMW IIIa. Версія, виготовлена в Лімхамні, називалася R02, а версія для Рад, виготовлена у Філі, називалася Ju 20 (Ю-20)
  - Junkers A 20L — варіант літака A 20 з колісним шасі
  - Junkers A 20W — варіант літака A 20 гідроплана
- Junkers A 25 — варіант літака з 145 кВт двигуном Junkers L2. Один екземпляр та плюс 4 було перероблено з уже існуючих A-20 (також назва A-20a)
- Junkers A 35 — мілітаризована версія літака з двигуном L5, що виготовлялася в Лімхамні, називалася K53/R53, а версія, виготовлена у Філях — Type 20
- Junkers A 35a — варіант літака з двигуном BMW IV

## Країни-оператори
Афганістан
- Повітряні сили Афганістану

 Третє Болгарське царство
- Повітряні сили Болгарії

 Іспанська республіка
- Іспанські республіканські Повітряні сили

 Республіка Китай (1912–1949)
- Повітряні сили Китайської Республіки[Прим. 1][1]

 Іран
- Імперські повітряні сили Персії

 Радянський Союз
- Військово-повітряні сили СРСР

 Веймарська республіка/ Третій Рейх
- Рейхсвер/ Люфтваффе

 Королівство Угорщини (1920–46)
- Королівські повітряні сили Угорщини

 Фінляндія
- Повітряні сили Фінляндії

 Чилі
- Повітряні сили Чилі

## Однотипні літаки за епохою, призначенням
- AGO Ao 192
- de Havilland DH.88 Comet
- Fokker S.I
- Caproni Ca.111
- Caproni Ca.100
- AVIA FL.3
- Martin MO
- Consolidated O-17 Courier
- Couzinet 20
- Lorraine Hanriot LH.130
- Mitsubishi K3M